# LOVE ラブ
『LOVE ラブ』（原題：LOVE）は、ジャド・アパトー、レスリー・アーフィン、ポール・ラスト製作のアメリカのロマンティック・コメディドラマテレビシリーズ。最初の全10話のシーズンは、2016年2月19日に配信開始され、全12話のシーズン2は2017年3月10日にプレミア上映された。Netflixは、シーズン2プレミア上映の1か月前に、シーズン3の制作を決定した。2017年12月15日、Netflixはシーズン3が最後になると発表した。

## キャスト
※括弧内は日本語吹替。
- ミッキー・ドブス - ギリアン・ジェイコブス（田村睦心）
- ガス・クルックシャンク - ポール・ラスト（杉山紀彰）
- バーティー・バウアー - クラウディア・オドハティ（英語版）（小橋知子）
- クリス・チャイコフスキー - クリス・ウィタスキ（英語版）（八代拓）
- ランディ・モナハン - マイク・ミッチェル（小林達也）

### リカーリング

#### ガスとミッキーの家族
- ヴィッキー・クルックシャンク - キャシー・ベイカー
- マーク・クルックシャンク - エド・ベグリー・ジュニア
- ケン・クルックシャンク - カイル・ボーンハイマー
- アンドリュー・クルックシャンク - ドリュー・ターバー
- マーティ・ドブス - ダニエル・スターン

#### ガスの同僚
- アーリア・ホプキンス - アイリス・アパトー（朝井彩加）
- スーザン・シェリル - トレイシー・トムズ（兼田奈緒子）
- ケビン - ジョーダン・ロック（松川央樹）
- ナタリー - ミラナ・ヴァイントゥルブ（渡辺明乃）
- エヴァン - セス・モリス（矢野正明）
- アリアの母/デニス・ホプキンス - ドーン・フォレスター（今泉葉子）

#### ミッキーの友達
- シド - ケリー・ケニー（五十嵐麗）
- エリック - カイル・キナネ（栗田圭）
- ショーン - シャンタル・クラレット（和優希）
- アンディ・ディック - 本人（後藤敦）

#### ミッキーの同僚
- ドクター・グレッグ/グレッグ・コルター - ブレット・ゲルマン（乃村健次）
- トゥルーマン - ボビー・リー（松川央樹）
- ロブ - ジョン・ロス・ボウイ（星野充昭）

#### その他
- フランク - スティーブ・バンノス（星野充昭）
- ワイアット・マイヤーズ - デイブ・キング（蓮岳大）
- ハイディ・マコーリフ - ブリガ・ヒーラン（小島幸子）
- アラン - デイブ・グルーバー・アレン（金子由之）
- ウェイド - マイク・ハンフォード（石狩勇気）
- ジェフ - ホレイショ・サンツ（西村太佑）
- レン - ジェイソン・ディル（北田理道）
- ベス - カービー・ハウエル＝バプティスト（清水はる香）
- ルビー - アーメン・ワイツマン（水中雅章）
- スティーブン・ホプキンス - デヴィッド・スペード
- エディ - エディ・ペピトーン
- シモーヌ - サクソン・シャービーノ
- ダスティン - リッチ・ソマー
- アリ・ラッシュ - アレクサンドラ・ラッシュフィールド（和優希）
- ハイディ・マコーリフ - ブリガ・ヒーラン（小島幸子）
- エリカ - ポーラ・ペル（宮崎智栄子）
- トミー - ランドール・パーク

### ゲスト
- ベン - ウィル・サッソ（かぬか光明）
- ローレン - アパルナ・ナンチェーラ（廣田悠美）
- ローナ - ジャニッツァ・ブラボー（品田美穂）
- ブライアン - マーク・オリバー・エヴェレット（さかき孝輔）
- アレクシス - エスター・ポヴィツキー（中田沙奈枝）
- ケリー - ステファニー・アリン
- ガスの元婚約者サラ - ヴァネッサ・ベイヤー
- ドゥービー - スティーブン・ボス
- カール - ジェシー・ブラッドフォード

- 日本語吹替版スタッフ 演出：前田茜、翻訳：大岩剛、制作：東北新社

## 評価
『LOVE ラブ』は批評家から好評を得ており、特にキャスト陣への称賛が集まっている。批評集積サイトのRotten Tomatoesでは、シーズン1は40件のレビューに基づいて88%の支持率を獲得し、平均評価は10点満点中7.2点となっている。同サイトの批評家による総評は、「ジャド・アパトー監督の『LOVE ラブ』は、魅力的な2人の主演俳優に支えられながら、人間関係の構築を誠実に描いている」となっている。Metacriticでは、27人の批評家による平均評価は100点満点中72点であり、「概ね好評」となっている。